# 慶山市

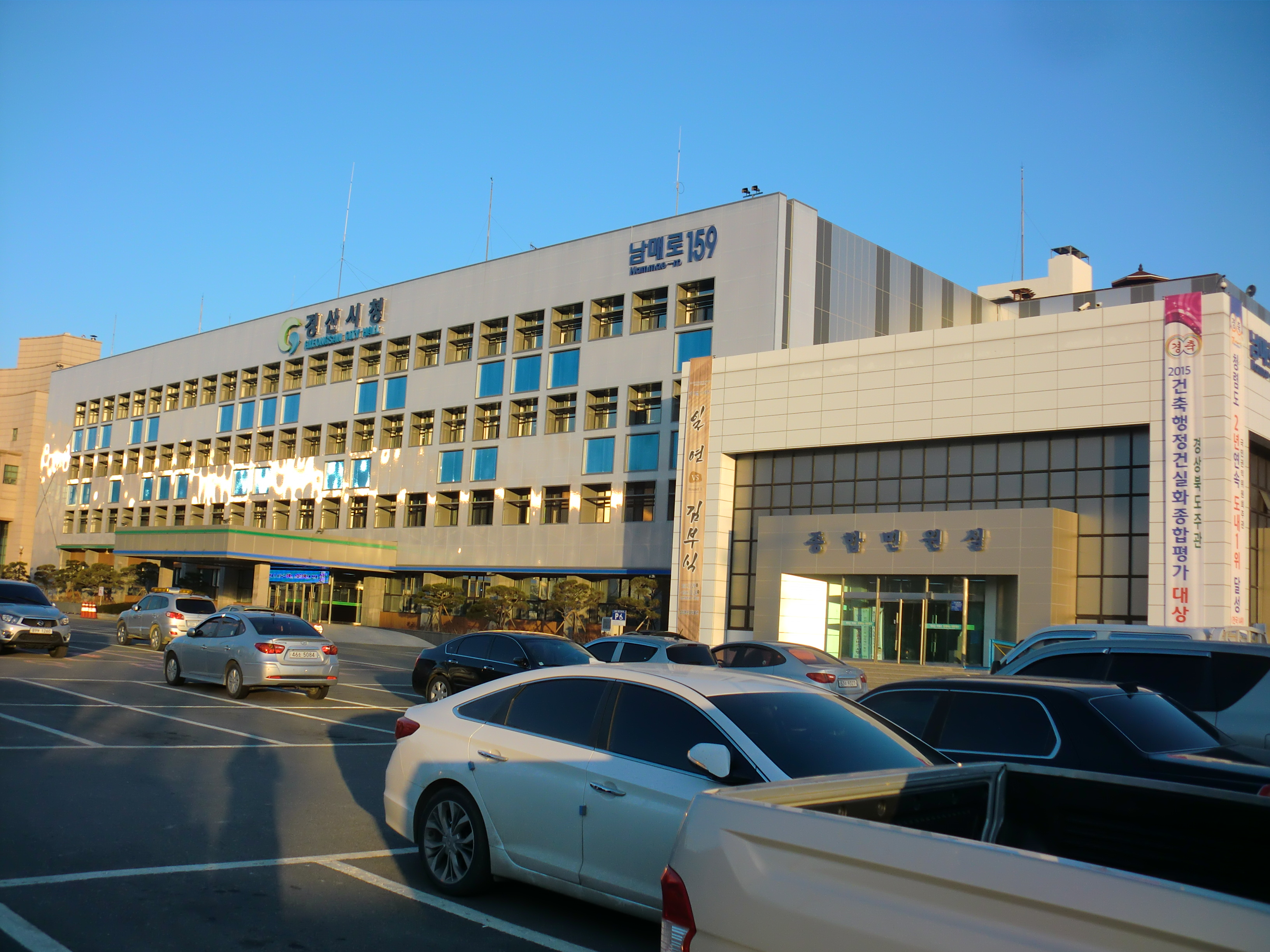
慶山市庁

慶山市（キョンサンし）は、大韓民国慶尚北道の南部にある都市である。

## 概要
市庁間距離で大邱広域市より東南東へ14km。市の西部は大邱広域市と境界線を接しており、同市のベッドタウンであると同時に、嶺南大学校、大邱大学校、慶一大学校、大邱カトリック大学校、大邱韓医大学校など10を超える大学のキャンパスがある学園都市である。人口は2012年2月現在で約25万人。2011年2月からは微減。外国人人口比率は2.5%。
また、市内に韓国造幣公社の貨幣本部があり、ウォンの生産地ともなっている。

## 沿革
地名は高麗の忠宣王時代までは「章山」であったが、1310年に忠宣王の諱の「璋」を避けるために現在の「慶山」に改名した。

### 慶山市
- 1989年1月1日 - 慶山郡慶山邑が市制施行し、慶山市となる。
- 1995年1月1日 - 慶山市・慶山郡が合併し、慶山市が発足（1邑7面）。
- 1997年11月1日 - 珍良面が珍良邑に昇格（2邑6面）。
- 2004年10月18日 - 西部洞が西部1・2洞に分割。
- 2007年1月8日 - 龍城面争光里が日光里に改称。
- 2020年1月1日 - 押梁面が押梁邑に昇格（3邑5面）。

### 慶山郡
1914年の行政区域と現在の行政区域との比較
| 1914年 | 1914年 | 現在          | 現在 |
| 面     | 洞 | 区・邑・面    | 洞・里 |
| ------ | --- | ------------- | --- |
| 瓦村面 | 所月洞、徳村洞、匙川洞、龍泉洞、渓堂洞、上岩洞、渓田洞、東江洞、博沙洞、大同洞、大閑洞、新閒洞、江鶴洞、陰陽洞                                                                                       | 慶山市 瓦村面 | 所月里、徳村里、匙川里、龍泉里、渓堂里、上岩里、渓田里、東江里、博沙里、大同里、大閑里、新閒里、江鶴里、陰陽里                                                                                       |
| 河陽面 | 琴楽洞、東西洞、島里洞、西沙洞、陽地洞、沙器洞、大谷洞、校洞、翰斯洞、大鶴洞、釜湖洞、南河洞、隠湖洞、清泉洞、環上洞、大鳥洞                                                                         | 慶山市 河陽邑 | 琴楽里、東西里、島里里、西沙里、陽地里、沙器里、大谷里、校里、翰斯里、大鶴里、釜湖里、南河里、隠湖里、清泉里、環上里、大鳥里                                                                         |
| 珍良面 | 阿沙洞、上林洞、富基洞、文川洞、良基洞、内里洞、坪沙洞、仙花洞、新上洞、北洞、鳳会洞、甫仁洞、雁村洞、束草洞、新堤洞、大院洞、凰堤洞、佳野洞、堂谷洞、平沙洞、柴門洞、広石洞、多文洞、県内洞、麻谷洞 | 慶山市 珍良邑 | 阿沙里、上林里、富基里、文川里、良基里、内里里、坪沙里、仙花里、新上里、北里、鳳会里、甫仁里、雁村里、束草里、新堤里、大院里、凰堤里、佳野里、堂谷里、平沙里、柴門里、広石里、多文里、県内里、麻谷里 |
| 慈仁面 | 桂南洞、鶏林洞、南新洞、丹北洞、北四洞、新官洞、西部洞、日彦洞、邑川洞、元堂洞、蔚玉洞、玉川洞、新島洞、東部洞、南村洞、校村洞                                                                       | 慶山市 慈仁面 | 桂南里、鶏林里、南新里、丹北里、北四里、新官里、西部里、日彦里、邑川里、元堂里、蔚玉里、玉川里、新島里、東部里、南村里、校村里                                                                       |
| 龍城面 | 加尺洞、争光洞、龍川洞、龍田洞、龍山洞、外村洞、松林洞、釜堤洞、扶日洞、美山洞、梅南洞、道徳洞、徳川洞、谷蘭洞、谷新洞、内村洞、大宗洞、堂里洞、孤竹洞、古銀洞                                       | 慶山市 龍城面 | 加尺里、日光里、龍川里、龍田里、龍山里、外村里、松林里、釜堤里、扶日里、美山里、梅南里、道徳里、徳川里、谷蘭里、谷新里、内村里、大宗里、堂里里、孤竹里、古銀里                                       |
| 南山面 | 葛旨洞、沙月洞、上大洞、安心洞、松内洞、興政洞、下大洞、坪基洞、早谷洞、田旨洞、仁興洞、尤倹洞、蓮荷洞、山陽洞、盤谷洞、慶洞、藍谷洞、沙林洞                                                         | 慶山市 南山面 | 葛旨里、沙月里、上大里、安心里、松内里、興政里、下大里、坪基里、早谷里、田旨里、仁興里、尤倹里、蓮荷里、山陽里、盤谷里、慶里、藍谷里、沙林里                                                         |
| 押梁面 | 夫迪洞、新垈洞、押梁洞、龍岩洞、金亀洞、賢興洞、仁安洞、儀松洞、新村洞、内洞、駕日洞、唐音洞、新月洞、百安洞、江西洞、唐里洞                                                                         | 慶山市 押梁面 | 夫迪里、新垈里、押梁里、龍岩里、金亀里、賢興里、仁安里、儀松里、新村里、内里、駕日里、唐音里、新月里、百安里、江西里、唐里里                                                                         |
| 押梁面 | 三豊洞、坪山洞、巳洞、甲堤洞、造永洞、店村洞、麗川洞、油谷洞、信川洞、内洞、南方洞 | 慶山市        | 三豊洞、坪山洞、巳洞、甲堤洞、造永洞、店村洞、麗川洞、油谷洞、信川洞、内洞、南方洞 |
| 慶山面 | 三北洞、中方洞、桂陽洞、玉谷洞、士亭洞、玉山洞、中山洞、正坪洞、三南洞、西上洞、新校洞、上方洞、栢泉洞、大坪洞、大亭洞、林堂洞、大洞                                                                 | 慶山市        | 三北洞、中方洞、桂陽洞、玉谷洞、士亭洞、玉山洞、中山洞、正坪洞、三南洞、西上洞、新校洞、上方洞、栢泉洞、大坪洞、大亭洞、林堂洞、大洞                                                                 |
| 南川面 | 九日洞、金谷洞、大鳴洞、新方洞、院洞、侠石洞、興山洞、河図洞、申石洞、松栢洞、三省洞、山田洞 | 慶山市 南川面 | 九日里、金谷里、大鳴里、新方里、院里、侠石里、興山里、河図里、申石里、松栢里、三省里、山田里 |
| 孤山面 | 新梅洞、旭水洞、時至洞、芦辺洞、三徳洞、蓮湖洞、梨川洞、顧母洞、佳川洞、大興洞、梅湖洞、城洞、沙月洞                                                                                                 | 大邱 寿城区   | 新梅洞、旭水洞、時至洞、芦辺洞、三徳洞、蓮湖洞、梨川洞、顧母洞、佳川洞、大興洞、梅湖洞、城洞、沙月洞                                                                                                 |
| 安心面 | 新基洞、栗下洞、龍渓洞、栗岩洞、上梅洞、梅余洞、西湖洞、東湖洞、角山洞、新西洞、東内洞、槐田洞、琴江洞、大林洞、司福洞、淑泉洞、内谷洞                                                               | 大邱 東区     | 新基洞、栗下洞、龍渓洞、栗岩洞、上梅洞、梅余洞、西湖洞、東湖洞、角山洞、新西洞、東内洞、槐田洞、琴江洞、大林洞、司福洞、淑泉洞、内谷洞                                                               |

- 1914年4月1日 - 郡面併合により、慶山郡・慈仁郡・河陽郡および新寧郡の南面が合併し、慶山郡が発足。慶山郡に以下の面が成立（11面）。
  - 河陽面・瓦村面・珍良面・安心面・慶山面・孤山面・南川面・押梁面・慈仁面・南山面・龍城面

| 道令 第2号                                 |            |
| 旧行政区画                                 | 新行政区画 |
| 河陽面邑内面、磨陽面、北面                 | 河陽面     |
| 河陽面瓦村面、新寧郡南面                   | 瓦村面     |
| 河陽面中林面、楽山面、慈仁面中北面、下北面 | 珍良面     |
| 河陽面安心面、慶山郡北面                   | 安心面     |
| 慶山郡邑面                                 | 慶山面     |
| 慶山郡西面                                 | 孤山面     |
| 慶山郡南面                                 | 南川面     |
| 慶山郡東面、慈仁郡西面                     | 押梁面     |
| 慈仁郡邑内面、上北面                       | 慈仁面     |
| 慈仁郡上南面、下南面                       | 南山面     |
| 慈仁郡上東面、下東面                       | 龍城面     |
- 1956年7月8日 - 慶山面が慶山邑に昇格（1邑10面）。
- 1973年7月1日（3邑8面）
  - 安心面が安心邑に昇格。
  - 河陽面が河陽邑に昇格。
- 1981年7月1日（2邑7面）
  - 安心邑が大邱直轄市東区に編入。
  - 孤山面が大邱直轄市寿城区に編入。
- 1987年1月1日 （2邑7面）
  - 押梁面の一部（三豊洞・坪山洞・巳洞・甲堤洞・造永洞・店村洞・麗川洞・油谷洞・信川洞・内洞・南方洞）が慶山邑に編入。
  - 永川郡清通面の一部（里）が瓦村面に編入。
  - 瓦村面の一部（里）が永川郡琴湖邑に編入。
- 1989年1月1日 - 慶山邑が市制施行し、慶山市となり、郡より離脱（1邑7面）。
- 1995年1月1日 - 慶山郡が慶山市と合併し、慶山市が発足。慶山郡消滅。

## 行政

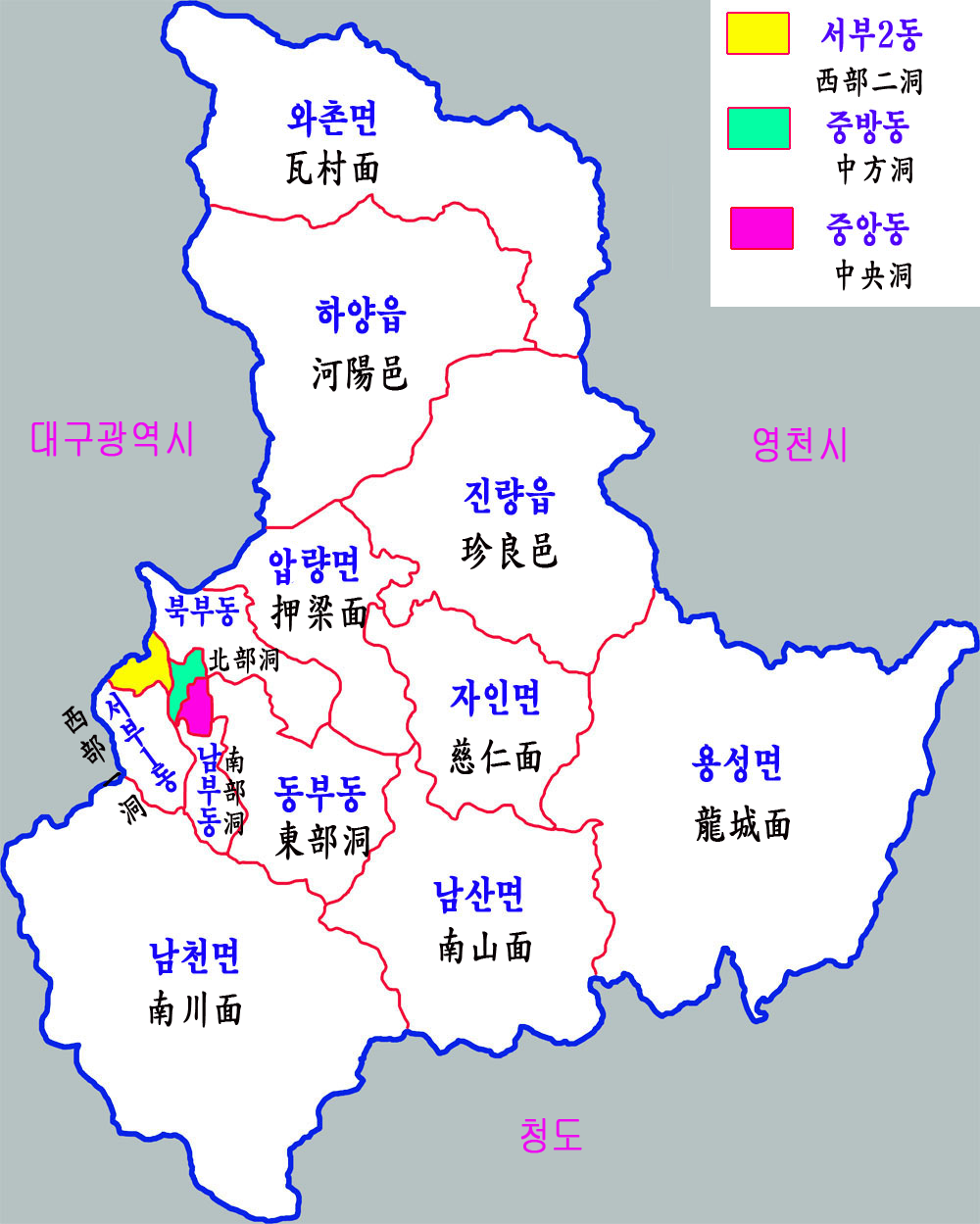
行政区域図

| 行政洞・邑・面 | 法定洞・法定里 |
| -------------- | --- |
| 中央洞         | 三北洞、中方洞 |
| 東部洞         | 南方洞、内洞、麗川洞、油谷洞、信川洞、店村洞、坪山洞、巳洞、三豊洞、桂陽洞 |
| 西部1洞        | 玉谷洞、士亭洞、玉山洞 |
| 西部2洞        | 中山洞、正坪洞 |
| 南部洞         | 三南洞、西上洞、新校洞、上方洞、栢泉洞 |
| 北部洞         | 大坪洞、大亭洞、林堂洞、大洞、造永洞、甲堤洞、桂陽洞 |
| 中方洞         | 中方洞 |
| 河陽邑         | 琴楽里、東西里、島里里、西沙里、陽地里、沙器里、大谷里、校里、翰斯里、大鶴里、釜湖里、南河里、隠湖里、清泉里、環上里、大鳥里                                                                         |
| 珍良邑         | 阿沙里、上林里、富基里、文川里、良基里、内里里、坪沙里、仙花里、新上里、北里、鳳会里、甫仁里、雁村里、束草里、新堤里、大院里、凰堤里、佳野里、堂谷里、平沙里、柴門里、広石里、多文里、県内里、麻谷里 |
| 押梁邑         | 夫迪里、新垈里、押梁里、龍岩里、金亀里、賢興里、仁安里、儀松里、新村里、内里、駕日里、唐音里、新月里、百安里、江西里、唐里里                                                                         |
| 瓦村面         | 所月里、徳村里、匙川里、龍泉里、渓堂里、上岩里、渓田里、東江里、博沙里、大同里、大閑里、新閒里、江鶴里、陰陽里                                                                                       |
| 南川面         | 九日里、金谷里、大鳴里、新方里、院里、侠石里、興山里、河図里、申石里、松栢里、三省里、山田里 |
| 慈仁面         | 桂南里、鶏林里、南新里、丹北里、北四里、新官里、西部里、日彦里、邑川里、元堂里、蔚玉里、玉川里、新島里、東部里、南村里、校村里                                                                       |
| 南山面         | 葛旨里、沙月里、上大里、安心里、松内里、興政里、下大里、坪基里、早谷里、田旨里、仁興里、尤倹里、蓮荷里、山陽里、盤谷里、慶里、藍谷里、沙林里                                                         |
| 龍城面         | 加尺里、日光里、龍川里、龍田里、龍山里、外村里、松林里、釜堤里、扶日里、美山里、梅南里、道徳里、徳川里、谷蘭里、谷新里、内村里、大宗里、堂里里、孤竹里、古銀里                                       |

### 警察
- 慶山警察署

### 消防
- 慶山消防署（押梁面にある）
  - 押梁119安全センター（消防署と兼用）
  - 中央119安全センター
  - 河陽119安全センター
  - 慈仁119安全センター

## 交通

### 鉄道
- 韓国鉄道公社（KORAIL）
  - 京釜線：慶山駅 - 三省駅
  - 大邱線：清泉駅 - 河陽駅
- 大邱交通公社
  - 大邱都市鉄道1号線：釜湖駅 - 河陽駅
  - 大邱都市鉄道2号線：正坪駅 - 林堂駅 - 嶺南大駅

市域の西部を京釜線が、北部を大邱線が通る。なお京釜高速線が市の中央を横切るが、市内に駅はない。
京釜線の慶山駅は、KTX（亀浦経由）の一部、ITX-セマウルの一部とムグンファ号のほぼ全列車が停車する。東大邱駅からの所要時間は10分、釜山駅へは約1時間15分。
大邱線の河陽駅は経由する全てのムグンファ号が停車する。東大邱駅からの所要時間は約18分、慶州駅へは約50分。
大邱都市鉄道公社2号線は2012年9月19日、大邱広域市寿城区の沙月駅から嶺南大駅まで延伸開業した。なお従来の終点であった沙月駅も市域から300mの距離にあるため、利用が可能。

### バス
- 市外バス
  - 慶山市外バス停留所　慶山駅から東北東へ約1km。他の都市のようなターミナルではなく、狭い敷地で乗降する。東ソウル総合バスターミナルへは1日2本運行で、所要時間3時間30分。蔚山へは40 - 50分間隔、慶州・浦項へは40分間隔（慶州止まり・浦項直行便・慶州経由浦項行きのそれぞれがある）。その他仁川国際空港への便もある。
  - 河陽市外バス停留所　慶州・蔚山・浦項・亀尾などへの便が発着する。
- 市内バス　慶山市の市内バスは大邱広域市と共通運用となっており、両市のバスが相互乗り入れを行っている。大邱都市鉄道との乗り継ぎ料金制度についても、慶山市所属のバスでも適用できる。

### 高速道路
- 京釜高速道路（1号線）
  - 平沙サービスエリア（釜山方向のみ）- 慶山サービスエリア（ソウル方向のみ）慶山インターチェンジ
- 益山-浦項高速道路（20号線）
  - 瓦村サービスエリア（浦項方向のみ）

## 教育

### 大学校
私立
- 慶一大学校
- 大邱カトリック大学校
- 大邱大学校
- 大邱韓医大学校
- 大神大学校
- 嶺南大学校
- 嶺南神学大学校

### 専門大学
- 大慶大学校
- 嶺南外国語大学校
- 瑚山大学校

### サイバー大学
- 大邱サイバー大学校
- 嶺南サイバー大学校
- 韓国福祉サイバー大学

## 観光
- 慶山慈仁端午祭
- 慶山ガッバイ祝祭
- 林堂洞古墳群
- 慶山市場
- 大邱大学博物館

## 施設
- 慶山ラグビー場

## 姉妹都市

### 韓国国内
- 韓国　全羅南道　新安郡
- 韓国　ソウル特別市　江東区

### 韓国国外
- 日本　京都府　城陽市  1991年1月22日結縁
- 中国　山東省　膠南市  1996年6月19日結縁